# Ludwig Geyer (ciclista)
Ludwig Geyer (Hambach, 18 aprile 1904 – Pirmasens, 31 gennaio 1992) è stato un ciclista su strada tedesco.
Professionista tra il 1930 ed il 1939, vinse una edizione del Tour de Suisse.

## Carriera
Corse per la Durkopp-Polack, la Opel, la Faggi-Pirelli, la Legnano, la Oscar Egg, la Diamant e la Dei. Tra i principali successi il Tour de Suisse 1934, in cui vinse anche la quarta tappa da Lucerna a Losanna, e tre tappe al Deutschland Tour: la seconda tappa da Glogau a Dresda nel 1930, la quarta tappa da Erfurt a Schweinfurt nel 1937, e la settima tappa da Norimberga a Passavia nel 1939.
Partecipò a numerose edizioni delle grandi corse a tappe: cinque Tour de France (1931-1934 e 1937), cinque Giri di Germania (1927, 1930, 1931, 1937 e 1939) concludendo al sesto posto nel 1931 ed al secondo posto nel 1937 e due Giri d'Italia (1932 e 1933), concludendo al settimo posto nel 1933. Fu anche secondo al Campionato di Zurigo nel 1929 (dietro Heiri Suter) ed al campionato tedesco su strada nel 1934 (dietro Kurt Stöpel) e terzo alla Parigi-Tours nel 1933 (preceduto da Jules Merviel e Antonin Magne).

## Palmarès
- 1927

Rund um Spessart und Rhon
- 1930

2ª tappa Deutschland Tour (Dresda)
- 1934

Rund um Chemnitz
4ª tappa Tour de Suisse
Classifica generale Tour de Suisse (Lucerna > Losanna)
- 1937

2ª tappa Deutschland Tour (Erfurt > Schweinfurt)
- 1939

7ª tappa Deutschland Tour (Passavia)

## Piazzamenti

### Grandi Giri
- Giro d'Italia

1932: 35º
1933: 7º
- Tour de France

1931: 19º
1932: 22º
1933: 12º
1934: 7º
1937: 28º

### Classiche monumento
- Milano-Sanremo

1933: 5º
1934: 28º
- Parigi-Roubaix

1933: 4º

### Competizioni mondiali
- Campionati del mondo

Nürburgring 1927 - In linea Dilettanti: 3º
Copenaghen 1931 - In linea: 10º
Montlhéry 1933 - In linea: 10º
Lipsia 1934 - In linea: 12º
Berna 1936 - In linea: ritirato